# Иван Кънчев
Иван Кънчев е бивш български футболист, нападател. Легенда на Локомотив (Пловдив), където играе в продължение на 14 сезона отбелязвайки 96 гола в 419 мача. Печели бронзовите медали с черно-белите през сезон 1968/69. Заслужил майстор на спорта от 1969 г. и Спортсмен №1 на България за 1968 г. В цялата си футболна кариера никога не е получавал наказателен картон.

## Биография
Иван Кънчев е роден на 22 декември 1933 г. в Саранбей, Царство България.
Умира на 1 февруари 2013 г. на 79-годишна възраст.

## Кариера
Юноша на Локомотив (Септември), през 1951 г. прави първите си стъпки в мъжкия футбол в отбора на Златоград. През 1953 г. е привлечен в Спартак (София), където отбива военната си служба и играе в периода 1953 – 1956 г., записвайки и 2 мача в А група.
През лятото на 1956 г. е привлечен в Локомотив (Пловдив), където утвърждава името си, а впоследствие става и легенда на клуба играейки в продължение на 14 години - от 1956 до 1969 г. За пловдивчани Кънчев записва общо 419 мача, в които отбелява 96 гола (214 мача и 73 гола в А група и 178 мача и 23 гола в Б група) заемайки 4 място във вечната ранглиста на клуба. Печели бронзовите медали в първенството през сезон 1968/69. За Локомотив (Пловдив) има 16 мача и 6 гола в турнира за Купата на УЕФА.
Иван Кънчев е Спортсмен №1 на България за 1968 г. и  Заслужил майстор на спорта от 1969 г.
Има 3 мача за А националния отбор, 8 мача и 5 гола за Б националния отбор и 6 мача с 2 гола за младежкия национален отбор.
Отличава се с добра резултатност и изключително коректно поведение на терена.
След прикючването на състезателната си кариера е помощник-треньор на Локомотив (Пловдив) през сезон 1977/78.

## Успехи
Локомотив Пловдив
- Бронзов медалист (1 път) – 1968/69

Индивидуални постижения
- Заслужил майстор на спорта – 1969
- Спортсмен №1 на България – 1968

## Интересни факти
- В три поредни мача срещу градския съперник Ботев (Пловдив) през 1962, 1964 и 1965 г. той вкарва 4 гола носейки победи на Локомотив (Пловдив), заради което стадион „Христо Ботев“ шеговито е наричан по това време Кънчeва поляна.
- В цялата си футболна кариера Иван Кънчев никога не е получавал наказателен картон.